# Cost-Income-Ratio
Die Cost income ratio (englisch für Aufwand-Ertrag-Verhältnis, auch Aufwand-Ertrag-Relation) ist eine zentrale betriebswirtschaftliche Kennzahl der Effizienz eines Unternehmens oder eines Kreditinstituts.

## Berechnung
Zur Berechnung des Aufwand-Ertrag-Verhältnisses wird für das jeweilige Geschäftsjahr der Verwaltungsaufwand in Relation zu den Erträgen (Zinsüberschuss, Provisionsüberschuss bzw. Handelsergebnis abzüglich Zuführungen zur Risikovorsorge) einer Bank gesetzt.
{\displaystyle {\text{Aufwand-Ertrag-Verhältnis}}={\frac {\text{Verwaltungsaufwand}}{\text{Erträge (abzgl. Zuführungen zur Risikovorsorge)}}}}

## Interpretation
Je geringer der Wert des Aufwand-Ertrag-Verhältnisses ist, desto effizienter wirtschaftet die Bank. Die Kennzahl sagt aus, wie viel Cent notwendig sind, um einen Euro Rohertrag (Zins- und Provisionsüberschuss) zu generieren. Um die Kennzahl zu verbessern, ist eine Senkung der Verwaltungskosten (insbesondere Personalkosten) und/oder der Risikovorsorge bei gleichzeitiger Verbesserung des Zins- und Provisionsüberschusses erforderlich. Diese Betrachtung ist jedoch als alleinige Effizienzmessung wenig sinnvoll, da der Zinsertrag mit in die Berechnung eingeht. Somit können nur Banken, die unter einer ähnlichen Marktsituation wirtschaften, verglichen werden. Bei einem Vergleich von Banken auf Märkten mit unterschiedlichen Zinsspannen verliert die Kennzahl an Aussagekraft.